# Rivoluzione diplomatica

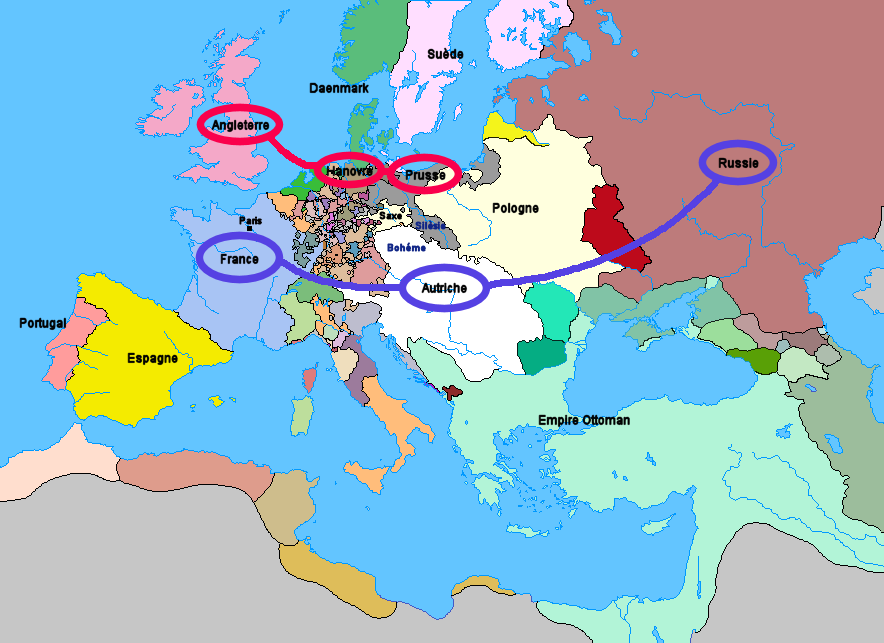
Le alleanze formatesi come risultato della Rivoluzione diplomatica.

La Rivoluzione diplomatica del 1756 è un termine applicato all'improvviso ribaltamento di alleanze che precedette la guerra dei sette anni, parte della cosiddetta quadriglia degli Stati che caratterizzò l'Europa del Settecento. Essa portò a una coalizione tra Francia e Austria in contrapposizione a quella tra Gran Bretagna e Prussia.

## Antefatti
Già ai tempi della guerra di successione spagnola la politica di espansionismo borbonico aveva portato Gran Bretagna ed Asburgo a trovarsi coalizzati contro la Francia, a supporto di Carlo VI d'Asburgo quale re di Spagna. Nell'ultima fase della guerra però la morte improvvisa per morbillo di Giuseppe I e il rischio che le corone imperiali e di Spagna fossero unificate in Carlo VI portarono la Gran Bretagna a disimpegnarsi dal conflitto col trattato di Utrecht.
La necessità di contrastare l'espansionismo spagnolo e russo e la debolezza francese causata dai problemi di successione a Re Sole portarono ad un avvicinamento tra Francia e Gran Bretagna, che combatterono dalla stessa parte la guerra della Quadruplice Alleanza e instaurarono un'alleanza. Essa ebbe ragione di durare fino a quando la Francia non riprese una politica attiva a partire dal 1725.
Il mancato intervento degli austriaci a fianco degli spagnoli nella guerra anglo-spagnola convinse definitivamente il Parlamento inglese che l'Austria sarebbe stato un buon alleato in funzione anti-francese. La caduta del governo di Lord Townshend, che si opponeva al cambio di alleato, permise di procedere alla stipula di una vera e propria alleanza anglo-austriaca, che fu siglata formalmente dal trattato di Vienna del 1731 e durò fino al 1756.

## Il trattato di Aquisgrana e la questione slesiana
Gli avvenimenti diplomatici del 1756 furono originati essenzialmente dalle diverse priorità di Austria e Gran Bretagna successivamente alla guerra di successione austriaca. Maria Teresa d'Austria era rimasta molto insoddisfatta dei termini del trattato di Aquisgrana, che le era costato la perdita della Slesia e di altri territori a favore della Prussia di Federico II. Motore sotterraneo della politica asburgica successiva sarà quindi la volontà di riacquistare la provincia slesiana e ridurre ai minimi termini la potenza prussiana, che aveva oltretutto minato il ruolo di prestigio e guida che l'Austria deteneva in Germania, impersonata dal ministro von Kaunitz.
Si trattava di un piano assolutamente non condiviso dalla Gran Bretagna che, volta allo sviluppo dei commerci marittimi e delle colonie, desiderava unicamente lo status quo sul continente, la salvaguardia dei possedimenti ereditari dell'Hannover e la sicurezza della Repubblica delle Sette Province Unite.

## Convenzione di Westminster
Temendo l'estensione del conflitto coloniale con la Francia al continente e l'incapacità militare austriaca di garantire la sicurezza congiunta dell'Hannover a fronte di un intervento franco-prussiano in Germania, il governo inglese di Newcastle esercitava contatti diplomatici con varie corti.
Nel settembre 1755 concluse con la Russia un accordo per la fornitura di un contingente militare, che agitò come uno spauracchio davanti a Federico II per evitare un suo intervento in Germania, presentandogli una proposta che garantisse al solito la sicurezza dell'Hannover. Federico II colse la palla al balzo. Oramai si sentiva accerchiato e dubitava della possibilità della Francia (che sapeva del resto in contatto diplomatico con l'Austria da tempo) di intervenire efficacemente contro la tenaglia austro-russa in preparazione da tempo, tantopiù col sussidio economico inglese a sostenere i russi.
Fece quindi alla Gran Bretagna una controproposta di neutralizzazione completa del suolo tedesco (escludendo i Paesi Bassi austriaci, in ossequio all'alleato francese, che però non aveva informato dei colloqui). Si arrivò così in breve alla firma il 16 gennaio 1756 di un accordo espresso in termini strettamente difensivi e di mutua assicurazione di neutralità, la convenzione di Westminster.
Questo però ebbe conseguenze inaspettate e non calcolate da entrambe le parti. La Russia giudicò carta straccia gli accordi appena conclusi col governo britannico e una furibonda Elisabetta diede corso al suo odio verso Federico II, affiancandosi ancora di più ai piani austriaci e aprendosi ad accordi diplomatici con i Borbone.
Francia e Austria erano in contatto diplomatico da tempo, secondo un piano promosso da Kaunitz, che riteneva lo spezzare l'alleanza franco-prussiana una premessa irrinunciabile per la riconquista della Slesia. Il solco tra le due potenze, in lotta da secoli, era tuttavia profondo e le richieste austriache di supportare un attacco alla Prussia venivano giudicate inevitabilmente eccessive da Luigi XV. Malgrado la presenza di un forte partito filo-austriaco a corte, guidato da Madame de Pompadour, e l'abilità dei consumati diplomatici asburgici, le trattative erano in stallo. Fu proprio la notizia dell'accordo anglo-prussiano, che sollevò una vera e propria ondata di sdegno a corte, a permettere l'accelerazione che portò al primo trattato di Versailles.

## Il primo trattato di Versailles
In risposta alla Convenzione di Westminster, le delegazioni guidate dal favorito della Pompadour de Bernis e dall'austriaco Starhemberg conclusero quindi il primo trattato di Versailles il 1º maggio 1756. Entrambe le potenze dichiaravano la reciproca neutralità e s'impegnavano a provvedere 24.000 uomini in caso una delle due fosse entrata in conflitto con terzi.

## La guerra dei sette anni
A seguito dell'offesa vera e propria costituita dalla stipula della convenzione anglo-prussiana, Luigi XV non intendeva rinnovare l'alleanza con la Prussia che scadeva a giugno, ma intendeva comunque rispettare gli accordi presi sul finire della guerra di successione austriaca che legavano Francia, Prussia e Svezia e scadevano nel 1757. Assicuratasi la neutralità della Francia, l'Austria era disposta ad aspettare, tanto che i preparativi di guerra erano molto più evidenti da parte russa (con cui già dal 1746 vi erano accordi segreti in funzione anti-prussiana). Gli esperti ministri asburgici nutrivano inoltre la segreta speranza che Federico, vistosi praticamente accerchiato, avrebbe reagito in modo aggressivo e attaccato per primo, costringendo la Francia a prendere parte attiva contro l'oramai ex-alleato e permettendo all'Austria di presentarsi come vittima dell'ennesima aggressione.
L'Hohenzollern, malgrado il desiderio inglese di evitare l'estendersi del conflitto ormai in essere con la Francia al continente, decise in effetti di colpire per primo invadendo la Sassonia a fine agosto, dando così inizio alla guerra dei sette anni (1756–1763) e portando definitivamente la Francia a schierarsi con l'Austria e a prendere parte attiva contro la Prussia. Il secondo trattato di Versailles, firmato esattamente un anno dopo il primo, era infatti di natura spiccatamente offensiva. L'Austria prometteva alla Francia il controllo dei Paesi Bassi austriaci, tramite l'instaurazione di un governo fantoccio guidato da Filippo I di Parma. In cambio Maria Teresa avrebbe ottenuto Parma, un'armata di 129.000 soldati francesi e 12.000.000 di lire francesi all'anno sino al ritorno della Slesia all'Austria.

## Conseguenze
Come risultato quasi immediato della rivoluzione diplomatica si ebbe quindi lo scoppio della guerra. Del resto essa appariva in buona misura inevitabile stante le ragioni di conflitto, tra Gran Bretagna e Francia da una parte ed Austria e Prussia dall'altra. Risultò inoltre rilevante il ruolo della Russia, ormai una potenza con cui fare i conti.
L'alleanza anglo-prussiana terminò prima della fine del conflitto, mentre quella tra Francia e Austria proseguì fino alla Rivoluzione francese e alla caduta dei Borboni.